# Чемпионат Европы по горному бегу 2003
Чемпионат Европы по горному бегу 2003 года прошёл 6 июля в городе Тренто (Италия). Участники соревновались в дисциплине горного бега «вверх». Разыгрывались 4 комплекта наград: по два в индивидуальном и командном зачётах среди мужчин и женщин.
Трасса была проложена по склонам горы Монте-Бондоне в Доломитовых Альпах. На старт вышли 138 бегунов (78 мужчин и 60 женщин) из 25 стран Европы. Каждая страна могла выставить до 4 человек в каждый из забегов. Сильнейшие в командном первенстве определялись по сумме мест трёх лучших участников.
Хозяева соревнований подтвердили звание сильнейшей европейской страны в горном беге. На счету команды Италии оказалось три золотых медали: одна в мужском забеге (отличился Марко Гайярдо) и две в командном зачёте.
Женский забег выиграла Катрин Лаллеман из Бельгии. Большую часть дистанции она бежала вместе с британкой Анджелой Мудж. Только на заключительном отрезке ей удалось уйти в отрыв и финишировать первой с 13-секундным преимуществом.
В мужском забеге со старта оторвались от группы трое участников: Марко Гайярдо, австриец Хельмут Шмук и француз Раймон Фонтен. Гайярдо через 5,5 километров после старта сделал ещё одно ускорение и стал единоличным лидером, а Фонтен не смог выдержать заданный темп и вскоре стал отставать (финишировал на 27-м месте). Шмук сохранил второе место до финиша, но уступил победителю более минуты. Бронзовая медаль досталась Роберту Крупичке из Чехии.

## Расписание
| Дата        | Время | Забег   |
| ----------- | ----- | ------- |
| 6 июля 2003 | 10:00 | Женщины |
| 6 июля 2003 | 10:30 | Мужчины |

Время местное (UTC+2)

## Призёры
Курсивом выделены участники, чей результат не пошёл в зачёт команды

### Мужчины
| Дисциплина                     | Золото                                                                       | Золото   | Серебро                                                                    | Серебро  | Бронза                                                                     | Бронза   |
| ------------------------------ | ---------------------------------------------------------------------------- | -------- | -------------------------------------------------------------------------- | -------- | -------------------------------------------------------------------------- | -------- |
| 13,5 км перепад высот: +1460 м | Марко Гайярдо Италия                                                         | 1:06.05  | Хельмут Шмук Австрия                                                       | 1:07.13  | Роберт Крупичка Чехия                                                      | 1:07.31  |
| 13,5 км (команды)              | Италия · Марко Гайярдо · Марко Де Гаспери · Эмануэле Манци · Андреа Агостини | 19 очков | Словакия · Мирослав Ванко · Марцел Матанин · Мартин Байчичак · Иван Баторы | 30 очков | Чехия · Роберт Крупичка · Павел Фашингбауэр · Ян Гавличек · Мирослав Витек | 39 очков |

### Женщины
| Дисциплина                 | Золото                                                                                 | Золото   | Серебро                                                                  | Серебро  | Бронза                                                                          | Бронза   |
| -------------------------- | -------------------------------------------------------------------------------------- | -------- | ------------------------------------------------------------------------ | -------- | ------------------------------------------------------------------------------- | -------- |
| 8 км перепад высот: +855 м | Катрин Лаллеман Бельгия                                                                | 43.48    | Анджела Мудж Великобритания                                              | 44.01    | Антонелла Конфортола Италия                                                     | 44.30    |
| 8 км (команды)             | Италия · Антонелла Конфортола · Виттория Сальвини · Моника Боттинелли · Флавия Гавильо | 19 очков | Чехия · Анна Пихртова · Ирена Шадкова · Павла Матяшова · Барбара Кунцова | 39 очков | Великобритания · Анджела Мудж · Трейси Бриндли · Луиза Шарп · Хелен Диамантидес | 39 очков |

## Медальный зачёт
Медали завоевали представители 6 стран-участниц.
 Принимающая страна
| Место | Страна         | Золото | Серебро | Бронза | Всего |
| ----- | -------------- | ------ | ------- | ------ | ----- |
| 1     | Италия         | 3      | 0       | 1      | 4     |
| 2     | Бельгия        | 1      | 0       | 0      | 1     |
| 3     | Чехия          | 0      | 1       | 2      | 3     |
| 4     | Великобритания | 0      | 1       | 1      | 2     |
| 5     | Австрия        | 0      | 1       | 0      | 1     |
| 5     | Словакия       | 0      | 1       | 0      | 1     |
| Всего | Всего          | 4      | 4       | 4      | 12    |